# Scottish Football League Third Division
Scottish Third Division – czwarta piłkarska klasa ligowa w szkockim systemie, a zarazem trzecia w Scottish Football League do końca sezonu 2012/2013. W lipcu 2013 doszło do połączenia Scottish Football League i Scottish Premier League, w wyniku którego utworzono Scottish Professional Football League, obejmujący cztery najwyższe klasy rozgrywkowe w Szkocji. Czwartym poziomem ligowym w sezonie 2013/2014 jest Scottish League Two.

## Zwycięzcy Third Division
To są zwycięzcy Third Division, kiedy była ona czwartą ligą.
- 1994/1995 - Forfar Athletic F.C.
- 1995/1996 - Livingston F.C.
- 1996/1997 - Inverness Caledonian Thistle F.C.
- 1997/1998 - Alloa Athletic F.C.
- 1998/1999 - Ross County F.C.
- 1999/2000 - Queen’s Park F.C.
- 2000/2001 - Hamilton Academical F.C.
- 2001/2002 - Brechin City F.C.
- 2002/2003 - Greenock Morton F.C.
- 2003/2004 - Stranraer F.C.
- 2004/2005 - Gretna F.C.
- 2005/2006 - Cowdenbeath F.C.
- 2006/2007 - Berwick Rangers F.C.
- 2007/2008 - East Fife F.C.
- 2008/2009 - Dumbarton F.C.
- 2009/2010 - Livingston F.C.
- 2010/2011 - Arbroath F.C.
- 2011/2012 - Alloa Athletic
- 2012/2013 - Rangers F.C.